# WTA 1-я категория
Серия турниров 1-й категории WTA (англ. WTA Tier I Series) — категория теннисных турниров Женской теннисной ассоциации (WTA) в период с 1988 по 2008 год.
Минимальная сумма призовых (с 2004 года) составляла $1,340,000 USD.
Два турнира (Индиан-Уэллс и Майами) проводились одновременно с мужскими турнирами серии ATP Masters.
Перед началом 2009 года WTA объединила турниры 1-й и 2-й категории в премьер-серию.

## Список соревнований
| Турнир       | Спонсорское название        | Города проведения           | Страна    | Покрытия | Годы в серии | Количество лет в серии |
| Майами       | Sony Ericsson Open          | Майами                      | США       | Хард     | 1988-2008    | 21                     |
| Берлин       | Qatar Total German Open     | Берлин1                     | Германия1 | Грунт    | 1988-2008    | 21                     |
| Канада       | Rogers Cup                  | Монреаль Торонто            | Канада    | Хард     | 1990-2008    | 19                     |
| Чарлстон     | Family Circle Cup           | Хилтон-Хед-Айленд Чарльстон | США       | Грунт    | 1990-2008    | 19                     |
| Рим          | Internazionali BNL d’Italia | Рим                         | Италия    | Грунт    | 1990-2008    | 19                     |
| Токио        | Toray Pan Pacific Open      | Иокогама Токио              | Япония    | Хард(i)  | 1993-2008    | 16                     |
| Цюрих        | Открытый чемпионат Цюриха   | Цюрих                       | Швейцария | Хард(i)  | 1993-2007    | 15                     |
| Индиан-Уэллс | Pacific Life Open           | Индиан-Уэллс                | США       | Хард     | 1997-2008    | 12                     |
| Москва       | Кубок Кремля                | Москва                      | Россия    | Хард(I)  | 1997-2008    | 12                     |
| Сан-Диего    | Acura Classic               | Сан-Диего                   | США       | Хард     | 2004-2007    | 4                      |
| Филадельфия  | Advanta Championships       | Филадельфия                 | США       | Ковёр(I) | 1993-1995    | 3                      |
| Бока-Ратон   | VS of Florida               | Бока-Ратон                  | США       | Хард     | 1991-1992    | 2                      |
| Чикаго       | Ameritech Cup Chicago       | Чикаго                      | США       | Ковёр(I) | 1990         | 1                      |
| Доха         | Qatar Total Open            | Доха                        | Катар     | Хард     | 2008         | 1                      |

- 1 — До объединения Германии, в 1990 году, турнир проводился в Западном Берлине, в ФРГ.

## Результаты

### 2008
| Турнир       | Победитель     | Финалист           | Счёт финала   |
| ------------ | -------------- | ------------------ | ------------- |
| Доха         | Мария Шарапова | Вера Звонарёва     | 6-1, 2-6, 6-0 |
| Индиан-Уэллс | Ана Иванович   | Светлана Кузнецова | 6-4, 6-3      |
| Майами       | Серена Уильямс | Елена Янкович      | 6-1, 5-7, 6-3 |
| Чарлстон     | Серена Уильямс | Вера Звонарёва     | 6-4, 3-6, 6-3 |
| Берлин       | Динара Сафина  | Елена Дементьева   | 3-6, 6-2, 6-2 |
| Рим          | Елена Янкович  | Ализе Корне        | 6-2, 6-2      |
| Монреаль     | Динара Сафина  | Доминика Цибулкова | 6-2, 6-1      |
| Токио        | Динара Сафина  | Светлана Кузнецова | 6-1, 6-3      |
| Москва       | Елена Янкович  | Вера Звонарёва     | 6-2, 6-4      |

### 2007
| Турнир       | Победитель        | Финалист           | Счёт финала      |
| ------------ | ----------------- | ------------------ | ---------------- |
| Токио        | Мартина Хингис    | Ана Иванович       | 6-4, 6-2         |
| Индиан-Уэллс | Даниэла Гантухова | Светлана Кузнецова | 6-3, 6-4         |
| Майами       | Серена Уильямс    | Жюстин Энен        | 0-6, 7-5, 6-3    |
| Чарлстон     | Елена Янкович     | Динара Сафина      | 6-2, 6-2         |
| Берлин       | Ана Иванович      | Светлана Кузнецова | 3-6, 6-4, 7-6(4) |
| Рим          | Елена Янкович     | Светлана Кузнецова | 7-5, 6-1         |
| Сан-Диего    | Мария Шарапова    | Патти Шнидер       | 6-2, 3-6, 6-0    |
| Торонто      | Жюстин Энен       | Елена Янкович      | 7-6(3), 7-5      |
| Москва       | Елена Дементьева  | Серена Уильямс     | 5-7, 6-1, 6-1    |
| Цюрих        | Жюстин Энен       | Татьяна Головин    | 6-4, 6-4         |

### 2006
| Турнир       | Победитель         | Финалист          | Счёт финала   |
| ------------ | ------------------ | ----------------- | ------------- |
| Токио        | Елена Дементьева   | Мартина Хингис    | 6-2, 6-0      |
| Индиан-Уэллс | Мария Шарапова     | Елена Дементьева  | 6-1, 6-2      |
| Майами       | Светлана Кузнецова | Мария Шарапова    | 6-4, 6-3      |
| Чарлстон     | Надежда Петрова    | Патти Шнидер      | 6-3, 4-6, 6-1 |
| Берлин       | Надежда Петрова    | Жюстин Энен       | 4-6, 6-4, 7-5 |
| Рим          | Мартина Хингис     | Динара Сафина     | 6-2, 7-5      |
| Сан-Диего    | Мария Шарапова     | Ким Клейстерс     | 7-5, 7-5      |
| Монреаль     | Ана Иванович       | Мартина Хингис    | 6-2, 6-3      |
| Москва       | Анна Чакветадзе    | Надежда Петрова   | 6-4, 6-4      |
| Цюрих        | Мария Шарапова     | Даниэла Гантухова | 6-1, 4-6, 6-3 |

### 2005
| Турнир       | Победитель        | Финалист           | Счёт финала      |
| ------------ | ----------------- | ------------------ | ---------------- |
| Токио        | Мария Шарапова    | Линдсей Дэвенпорт  | 6-1, 3-6, 7-6(5) |
| Индиан-Уэллс | Ким Клейстерс     | Линдсей Дэвенпорт  | 6-4, 4-6, 6-2    |
| Майами       | Ким Клейстерс     | Мария Шарапова     | 7-5, 6-3         |
| Чарлстон     | Жюстин Энен       | Елена Дементьева   | 7-5, 6-4         |
| Берлин       | Жюстин Энен       | Надежда Петрова    | 6-3, 4-6, 6-3    |
| Рим          | Амели Моресмо     | Патти Шнидер       | 2-6, 6-3, 6-4    |
| Сан-Диего    | Мари Пьерс        | Ай Сугияма         | 6-3, 6-0         |
| Торонто      | Ким Клейстерс     | Жюстин Энен        | 7-5, 6-1         |
| Москва       | Мари Пьерс        | Франческа Скьявоне | 6-4, 6-3         |
| Цюрих        | Линдсей Дэвенпорт | Патти Шнидер       | 7-6, 6-3         |

### 2004
| Турнир       | Победитель        | Финалист           | Счёт финала      |
| ------------ | ----------------- | ------------------ | ---------------- |
| Токио        | Линдсей Дэвенпорт | Магдалена Малеева  | 6-4, 6-1         |
| Индиан-Уэллс | Жюстин Энен       | Линдсей Дэвенпорт  | 6-1, 6-4         |
| Майами       | Серена Уильямс    | Елена Дементьева   | 6-1, 6-1         |
| Чарлстон     | Винус Уильямс     | Кончита Мартинес   | 2-6, 6-2, 6-1    |
| Берлин       | Амели Моресмо     | Винус Уильямс      | Без игры         |
| Рим          | Амели Моресмо     | Дженнифер Каприати | 3-6, 6-3, 7-6(6) |
| Сан-Диего    | Линдсей Дэвенпорт | Анастасия Мыскина  | 6-1, 6-1         |
| Монреаль     | Амели Моресмо     | Елена Лиховцева    | 6-1, 6-0         |
| Москва       | Анастасия Мыскина | Елена Дементьева   | 7-5, 6-0         |
| Цюрих        | Алисия Молик      | Мария Шарапова     | 4-6, 6-2, 6-3    |

### 2003
| Турнир       | Победитель        | Финалист           | Счёт финала      |
| ------------ | ----------------- | ------------------ | ---------------- |
| Токио        | Линдсей Дэвенпорт | Моника Селеш       | 6-7(6), 6-1, 6-2 |
| Индиан-Уэллс | Ким Клейстерс     | Линдсей Дэвенпорт  | 6-4, 7-5         |
| Майами       | Серена Уильямс    | Дженнифер Каприати | 4-6, 6-4, 6-1    |
| Чарлстон     | Жюстин Энен       | Серена Уильямс     | 7-6(5), 6-4      |
| Берлин       | Жюстин Энен       | Ким Клейстерс      | 6-4, 4-6, 7-5    |
| Рим          | Ким Клейстерс     | Амели Моресмо      | 3-6, 7-6(3), 6-0 |
| Торонто      | Жюстин Энен       | Лина Красноруцкая  | 6-1, 6-0         |
| Москва       | Анастасия Мыскина | Амели Моресмо      | 6-2, 6-4         |
| Цюрих        | Жюстин Энен       | Елена Докич        | 6-0, 6-4         |

### 2002
| Турнир       | Победитель        | Финалист           | Счёт финала         |
| ------------ | ----------------- | ------------------ | ------------------- |
| Токио        | Мартина Хингис    | Моника Селеш       | 7-6(6), 4-6, 6-3    |
| Индиан-Уэллс | Даниэла Гантухова | Мартина Хингис     | 6-3, 6-4            |
| Майами       | Серена Уильямс    | Дженнифер Каприати | 7-5, 7-6            |
| Чарлстон     | Ива Майоли        | Патти Шнидер       | 6-3, 6-4            |
| Берлин       | Жюстин Энен       | Серена Уильямс     | 6-2, 1-6, 7-6(5)    |
| Рим          | Серена Уильямс    | Жюстин Энен        | 7-6, 6-4            |
| Монреаль     | Амели Моресмо     | Дженнифер Каприати | 6-4, 6-1            |
| Москва       | Магдалена Малеева | Линдсей Дэвенпорт  | 5-7, 6-3, 7-6(4)    |
| Цюрих        | Патти Шнидер      | Линдсей Дэвенпорт  | 6-7(5), 7-6(8), 6-3 |

### 2001
| Турнир       | Победитель         | Финалист           | Счёт финала      |
| ------------ | ------------------ | ------------------ | ---------------- |
| Токио        | Линдсей Дэвенпорт  | Мартина Хингис     | 6-7(4), 6-4, 6-2 |
| Индиан-Уэллс | Серена Уильямс     | Ким Клейстерс      | 4-6, 6-4, 6-2    |
| Майами       | Винус Уильямс      | Дженнифер Каприати | 4-6, 6-1, 7-6(4) |
| Чарлстон     | Дженнифер Каприати | Мартина Хингис     | 6-0, 4-6, 6-4    |
| Берлин       | Амели Моресмо      | Дженнифер Каприати | 6-4, 2-6, 6-3    |
| Рим          | Елена Докич        | Амели Моресмо      | 7-6(3), 6-1      |
| Торонто      | Серена Уильямс     | Дженнифер Каприати | 6-1, 6-7(7), 6-3 |
| Москва       | Елена Докич        | Елена Дементьева   | 6-3, 6-3         |
| Цюрих        | Линдсей Дэвенпорт  | Елена Докич        | 6-3, 6-1         |

### 2000
| Турнир       | Победитель        | Финалист              | Счёт финала           |
| ------------ | ----------------- | --------------------- | --------------------- |
| Токио        | Мартина Хингис    | Сандрин Тестю         | 6-3, 7-5              |
| Индиан-Уэллс | Линдсей Дэвенпорт | Мартина Хингис        | 4-6, 6-4, 6-0         |
| Майами       | Мартина Хингис    | Линдсей Дэвенпорт     | 6-3, 6-2              |
| Хилтон-Хед   | Мари Пьерс        | Аранча Санчес-Викарио | 6-1, 6-0              |
| Берлин       | Кончита Мартинес  | Аманда Кётцер         | 6-1, 6-2              |
| Рим          | Моника Селеш      | Амели Моресмо         | 6-2, 7-6(4)           |
| Монреаль     | Мартина Хингис    | Серена Уильямс        | 0-6, 6-3, 3-0 — отказ |
| Цюрих        | Мартина Хингис    | Линдсей Дэвенпорт     | 6-2, 4-6, 7-5         |
| Москва       | Мартина Хингис    | Анна Курникова        | 6-3, 6-1              |

### 1999
| Турнир       | Победитель     | Финалист         | Счёт финала   |
| ------------ | -------------- | ---------------- | ------------- |
| Токио        | Мартина Хингис | Аманда Кётцер    | 6-2, 6-1      |
| Индиан-Уэллс | Серена Уильямс | Штеффи Граф      | 6-3, 3-6, 7-5 |
| Майами       | Венус Уильямс  | Серена Уильямс   | 6-1, 4-6, 6-4 |
| Хилтон-Хед   | Мартина Хингис | Анна Курникова   | 6-4, 6-3      |
| Рим          | Венус Уильямс  | Мари Пьерс       | 6-4, 6-2      |
| Берлин       | Мартина Хингис | Жюли Алар-Декужи | 6-0, 6-1      |
| Торонто      | Мартина Хингис | Моника Селеш     | 6-4, 6-4      |
| Цюрих        | Венус Уильямс  | Мартина Хингис   | 6-3, 6-4      |
| Москва       | Натали Тозья   | Барбара Шетт     | 2-6, 6-4, 6-1 |

### 1998
| Турнир       | Победитель        | Финалист              | Счёт финала   |
| ------------ | ----------------- | --------------------- | ------------- |
| Токио        | Линдсей Дэвенпорт | Мартина Хингис        | 6-3, 6-3      |
| Индиан-Уэллс | Мартина Хингис    | Линдсей Дэвенпорт     | 6-3, 6-4      |
| Майами       | Винус Уильямс     | Анна Курникова        | 2-6, 6-4, 6-1 |
| Хилтон-Хед   | Аманда Кётцер     | Ирина Спырля          | 6-3, 6-4      |
| Рим          | Мартина Хингис    | Винус Уильямс         | 6-3, 2-6, 6-3 |
| Берлин       | Кончита Мартинес  | Амели Моресмо         | 6-4, 6-4      |
| Монреаль     | Моника Селеш      | Аранча Санчес Викарио | 6-3, 6-2      |
| Цюрих        | Линдсей Дэвенпорт | Винус Уильямс         | 6-3, 6-4      |
| Москва       | Мари Пьерс        | Моника Селеш          | 7-6(2), 6-3   |

### 1997
| Турнир       | Победитель         | Финалист         | Счёт финала      |
| ------------ | ------------------ | ---------------- | ---------------- |
| Токио        | Мартина Хингис     | Штеффи Граф      | Без игры         |
| Индиан-Уэллс | Линдсей Дэвенпорт  | Ирина Спырля     | 6-2, 6-1         |
| Майами       | Мартина Хингис     | Моника Селеш     | 6-2, 6-1         |
| Хилтон-Хед   | Мартина Хингис     | Моника Селеш     | 3-6, 6-3, 7-6(5) |
| Рим          | Мари Пьерс         | Кончита Мартинес | 6-4, 6-0         |
| Берлин       | Мэри-Джо Фернандес | Мари Пьерс       | 6-4, 6-2         |
| Торонто      | Моника Селеш       | Анке Хубер       | 6-2, 6-4         |
| Цюрих        | Линдсей Дэвенпорт  | Натали Тозья     | 7-6(3), 7-5      |
| Москва       | Яна Новотна        | Ай Сугияма       | 6-3, 6-4         |

### 1996
| Турнир       | Победитель            | Финалист              | Счёт финала    |
| ------------ | --------------------- | --------------------- | -------------- |
| Токио        | Ива Майоли            | Аранча Санчес Викарио | 6-4, 6-1       |
| Индиан-Уэллс | Штеффи Граф           | Кончита Мартинес      | 7-6(5), 7-6(5) |
| Майами       | Штеффи Граф           | Чанда Рубин           | 6-1, 6-3       |
| Хилтон-Хед   | Аранча Санчес Викарио | Барбара Паулюс        | 6-2, 2-6, 6-2  |
| Рим          | Кончита Мартинес      | Мартина Хингис        | 6-2, 6-3       |
| Берлин       | Штеффи Граф           | Карина Габшудова      | 4-6, 6-2, 7-5  |
| Монреаль     | Моника Селеш          | Аранча Санчес Викарио | 6-1, 7-6(2)    |
| Цюрих        | Яна Новотна           | Мартина Хингис        | 6-2, 6-2       |

### 1995
| Турнир      | Победитель            | Финалист              | Счёт финала   |
| ----------- | --------------------- | --------------------- | ------------- |
| Токио       | Кимико Дате           | Линдсей Дэвенпорт     | 6-1, 6-2      |
| Майами      | Штеффи Граф           | Кимико Дате           | 6-1, 6-4      |
| Хилтон-Хед  | Кончита Мартинес      | Магдалена Малеева     | 6-1, 6-1      |
| Рим         | Кончита Мартинес      | Аранча Санчес-Викарио | 6-3, 6-1      |
| Берлин      | Аранча Санчес-Викарио | Магдалена Малеева     | 6-4, 6-1      |
| Торонто     | Моника Селеш          | Аманда Кётцер         | 6-0, 6-1      |
| Цюрих       | Ива Майоли            | Мари Пьерс            | 6-4, 6-4      |
| Филадельфия | Штеффи Граф           | Лои Макнейл           | 6-1, 4-6, 6-3 |

### 1994
| Турнир      | Победитель            | Финалист            | Счёт финала      |
| ----------- | --------------------- | ------------------- | ---------------- |
| Токио       | Штеффи Граф           | Мартина Навратилова | 6-2, 6-4         |
| Майами      | Штеффи Граф           | Наталья Зверева     | 4-6, 6-1, 6-2    |
| Хилтон-Хед  | Кончита Мартинес      | Наталья Зверева     | 6-4, 6-0         |
| Рим         | Кончита Мартинес      | Мартина Навратилова | 7-6(5), 6-4      |
| Берлин      | Штеффи Граф           | Бренда Шульц        | 7-6(6), 6-4      |
| Монреаль    | Аранча Санчес Викарио | Штеффи Граф         | 7-5, 1-6, 7-6(4) |
| Цюрих       | Магдалена Малеева     | Наталья Зверева     | 7-5, 3-6, 6-4    |
| Филадельфия | Анке Хубер            | Мари Пьерс          | 6-0, 6-7(4), 7-5 |

### 1993
| Турнир      | Победитель              | Финалист                | Счёт финала      |
| ----------- | ----------------------- | ----------------------- | ---------------- |
| Йокогама    | Мартина Навратилова     | Лариса Савченко-Нейланд | 6-2, 6-2         |
| Майами      | Аранча Санчес-Викарио   | Штеффи Граф             | 6-4, 3-6, 6-3    |
| Хилтон-Хед  | Штеффи Граф             | Аранча Санчес-Викарио   | 7-6(8), 6-1      |
| Рим         | Кончита Мартинес        | Габриэла Сабатини       | 7-5, 6-1         |
| Берлин      | Штеффи Граф             | Габриэла Сабатини       | 7-6(3), 2-6, 6-4 |
| Торонто     | Штеффи Граф             | Дженнифер Капириати     | 6-1, 0-6, 6-3    |
| Цюрих       | Мануэла Малеева-Франьер | Мартина Навратилова     | 6-3, 7-6(1)      |
| Филадельфия | Кончита Мартинес        | Штеффи Граф             | 6-3, 6-3         |

### 1992
| Турнир     | Победитель            | Финалист              | Счёт финала   |
| ---------- | --------------------- | --------------------- | ------------- |
| Бока-Ратон | Штеффи Граф           | Кончита Мартинес      | 3-6, 6-2, 6-0 |
| Майами     | Аранча Санчес-Викарио | Габриэла Сабатини     | 6-1, 6-4      |
| Хилтон-Хед | Габриэла Сабатини     | Кончита Мартинес      | 6-1, 6-4      |
| Рим        | Габриэла Сабатини     | Моника Селеш          | 7-5, 6-4      |
| Берлин     | Штеффи Граф           | Аранча Санчес-Викарио | 4-6, 7-5, 6-2 |
| Монреаль   | Аранча Санчес-Викарио | Моника Селеш          | 6-3, 4-6, 6-4 |

### 1991
| Турнир     | Победитель         | Финалист              | Счёт финала      |
| ---------- | ------------------ | --------------------- | ---------------- |
| Бока-Ратон | Габриэла Сабатини  | Штеффи Граф           | 6-4, 7-6(6)      |
| Майами     | Моника Селеш       | Габриэла Сабатини     | 6-3, 7-5         |
| Хилтон-Хед | Габриэла Сабатини  | Лейла Месхи           | 6-1, 6-1         |
| Рим        | Габриэла Сабатини  | Моника Селеш          | 6-3, 6-2         |
| Берлин     | Штеффи Граф        | Аранча Санчес-Викарио | 6-3, 4-6, 7-6(6) |
| Торонто    | Дженнифер Каприати | Катерина Малеева      | 6-2, 6-3         |

### 1990
| Турнир     | Победитель          | Финалист                | Счёт финала      |
| ---------- | ------------------- | ----------------------- | ---------------- |
| Чикаго     | Мартина Навратилова | Мануэла Малеева-Франьер | 6-3, 6-2         |
| Майами     | Моника Селеш        | Юдит Визнер             | 6-1, 6-2         |
| Хилтон-Хед | Мартина Навратилова | Дженнифер Каприати      | 6-2, 6-4         |
| Рим        | Моника Селеш        | Мартина Навратилова     | 6-1, 6-1         |
| Берлин     | Моника Селеш        | Штеффи Граф             | 6-4, 6-3         |
| Торонто    | Штеффи Граф         | Катерина Малеева        | 6-1, 6-7(6), 6-3 |

### 1989
| Турнир | Победитель        | Финалист          | Счёт финала   |
| ------ | ----------------- | ----------------- | ------------- |
| Майами | Габриэла Сабатини | Крис Эверт        | 6-1, 4-6, 6-2 |
| Берлин | Штеффи Граф       | Габриэла Сабатини | 6-3, 6-1      |

### 1988
| Турнир | Победитель  | Финалист      | Счёт финала |
| ------ | ----------- | ------------- | ----------- |
| Майами | Штеффи Граф | Крис Эверт    | 6-4, 6-4    |
| Берлин | Штеффи Граф | Хелена Сукова | 6-3, 6-2    |

## Сводная таблица победителей турниров
| Поз. | Теннисистка           | Титулы |
| ---- | --------------------- | ------ |
| 1.   | Штеффи Граф           | 18     |
| 2.   | Мартина Хингис        | 17     |
| 3.   | Линдсей Дэвенпорт     | 11     |
| 4.   | Жюстин Энен           | 10     |
| 4.   | Серена Уильямс        | 10     |
| 6.   | Кончита Мартинес      | 9      |
| 6.   | / Моника Селеш        | 9      |
| 8.   | Амели Моресмо         | 6      |
| 8.   | Габриэла Сабатини     | 6      |
| 8.   | Аранча Санчес Викарио | 6      |
| 8.   | Мария Шарапова        | 6      |
| 8.   | Винус Уильямс         | 6      |
| 13.  | Ким Клейстерс         | 5      |
| 13.  | Мари Пьерс            | 5      |
| 15.  | Елена Янкович         | 4      |
| 16.  | Ана Иванович          | 3      |
| 16.  | Ива Майоли            | 3      |
| 16.  | Мартина Навратилова   | 3      |
| 16.  | Динара Сафина         | 3      |
| 20.  | Дженнифер Каприати    | 2      |
| 20.  | Елена Дементьева      | 2      |
| 20.  | Елена Докич           | 2      |
| 20.  | Даниэла Гантухова     | 2      |
| 20.  | Магдалена Малеева     | 2      |
| 20.  | Анастасия Мыскина     | 2      |
| 20.  | Яна Новотна           | 2      |
| 20.  | Надежда Петрова       | 2      |
| 28.  | Анна Чакветадзе       | 1      |
| 28.  | Аманда Кётцер         | 1      |
| 28.  | Кимико Датэ-Крумм     | 1      |
| 28.  | Мэри-Джо Фернандес    | 1      |
| 28.  | Анке Хубер            | 1      |
| 28.  | Светлана Кузнецова    | 1      |
| 28.  | Мануэла Малеева       | 1      |
| 28.  | Алисия Молик          | 1      |
| 28.  | Патти Шнидер          | 1      |
| 28.  | Натали Тозья          | 1      |